# Jugoslavien ved vinter-OL 1952
Jugoslavien deltog ved Vinter-OL 1952 i Oslo med seks sportsudøvere, alle mænd, som konkurrerede i tre sportsgrene, alpint skiløb, langrend og skihop. Landets deltagere vandt ingen medaljer i Oslo. Den bedste placering, der blev opnået, var en trettendeplads i styrtløb.

## Medaljer
| 1952 Oslo   | Guld | Sølv | Bronze | Total |
| Jugoslavien | 0    | 0    | 0      | 0     |